# Syringa josiflexa
Syringa josiflexa är en syrenväxtart som beskrevs av I. Preston och J.S. Pringle. Syringa josiflexa ingår i släktet syrener, och familjen syrenväxter. Inga underarter finns listade i Catalogue of Life.